# Kanton Eybens
Der Kanton Eybens war von 1985 bis 2015 ein französischer Wahlkreis im Arrondissement Grenoble, im Isère und in der Region Rhône-Alpes. Hauptort war Eybens.

## Gemeinden
Der Kanton umfasste fünf Gemeinden:
| Gemeinde | Einwohner Jahr | Fläche km² | Bevölkerungsdichte | Code INSEE | Postleitzahl |
| -------- | -------------- | ---------- | ------------------ | ---------- | ------------ |
| Eybens   | 10.048 (2013)  | 4,5        | 2233 Einw./km²     | 38158      | 38320        |
| Gières   | 6203 (2013)    | 6,93       | 895 Einw./km²      | 38179      | 38610        |
| Herbeys  | 1355 (2013)    | 7,73       | 175 Einw./km²      | 38188      | 38320        |
| Poisat   | 2140 (2013)    | 2,56       | 836 Einw./km²      | 38309      | 38320        |
| Venon    | 726 (2013)     | 4,34       | 167 Einw./km²      | 38533      | 38610        |